# Richard Hebden O'Grady Haly
Sir Richard Hebden O'Grady Haly, né le 22 février 1841 en Angleterre et décédé le 8 juillet 1911, était un officier militaire britannique. Il a atteint le grade de major-général et a été l'officier général commandant la Milice canadienne de 1900 à 1902.

## Annexe